# حلقة مهبلية

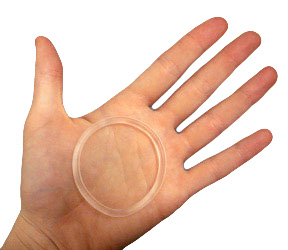
حلقة مهبلية

الحلقات المهبلية هي عبارة عن حلقات مصنوعة من البوليمر مصممة لإفراز كمية محددة من الهرمونات داخل المهبل لفترة طويلة من الزمن. عند وضع هذه الحلقات داخل المهبل لفترة 3 أسابيع تقوم ببطئ بإطلاق هرموني الإستروجين والبروجيسترون حيث تقوم هذه الهرمونات بإيقاف عملية التبويض. تستخدم الحلقات المهبلية لفترة 3 أسابيع ثم تنزع لمدة أسبوع وبذلك تكون كل حلقة مهبلية فعالة في منع الحمل لمدة شهر واحد فقط.